# Liste der südkoreanischen Botschafter in Osttimor

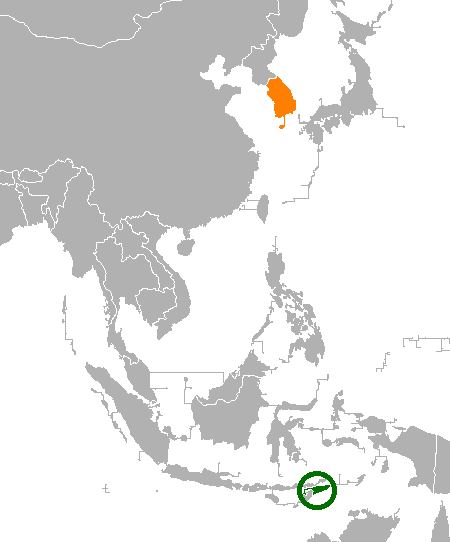
Südkorea (orange) und Osttimor (grün)

Diese Liste führt die südkoreanischen Botschafter in Osttimor auf. Die Botschaft befindet sich in der Avenida de Portugal, Praia dos Coqueiros, Dili.

## Hintergrund
Südkorea stellte Personal für die Übergangsverwaltung der Vereinten Nationen für Osttimor (UNTAET) und die Unterstützungsmission der Vereinten Nationen in Osttimor (UNMISET). Südkorea leistete dem südostasiatischen Land über die Korean International Cooperation Agency (KOICA) auch Entwicklungshilfe in den Bereichen Entwicklung von Humanressourcen, Gesundheit und Bildung.

## Liste

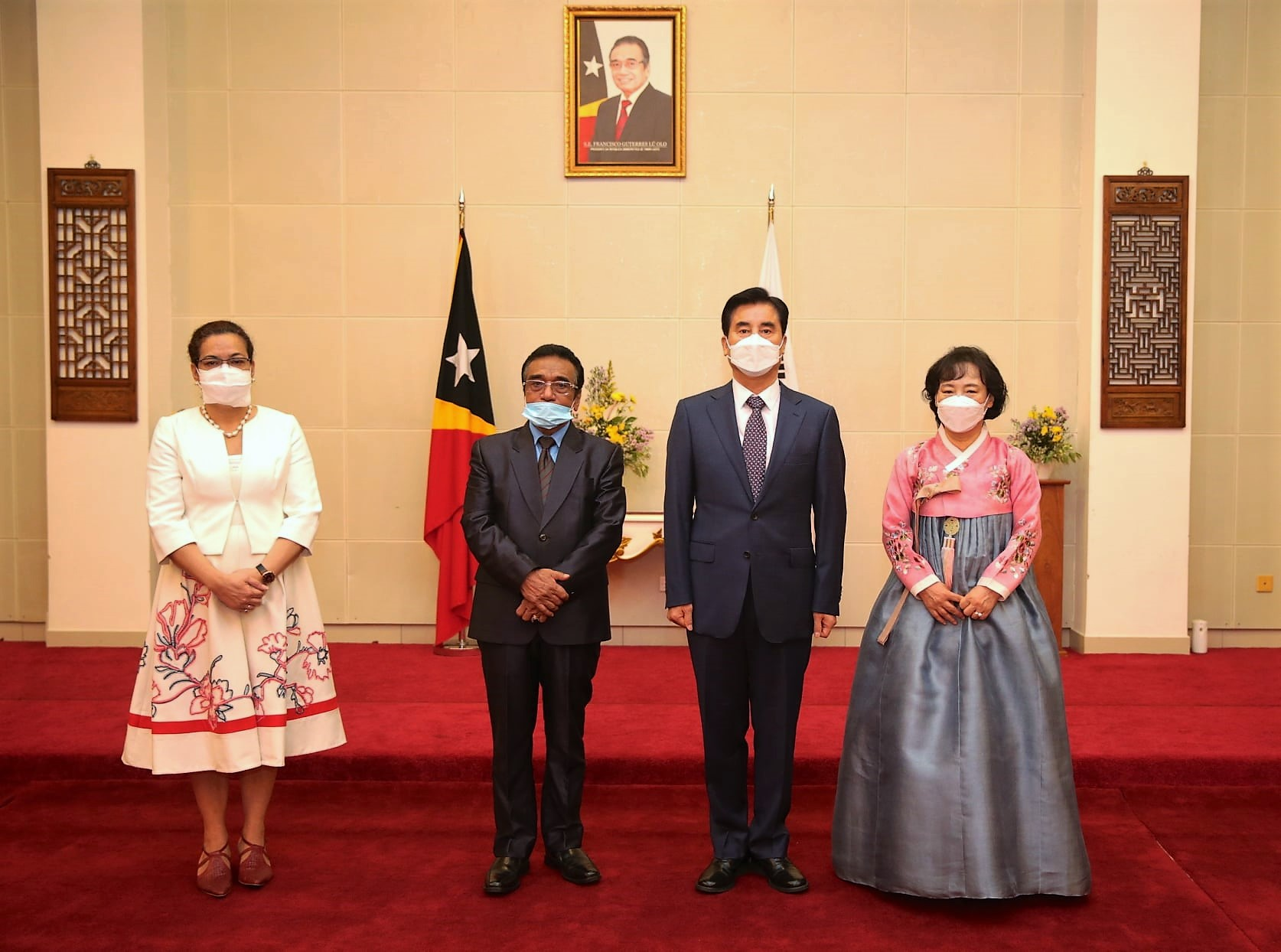
Übergabe der Akkreditierung von Botschafter Kim Jeong-ho an Präsident Guterres (Jan. 2021)

| Foto                                                 | Name            | Amtszeit  | Anmerkungen                                                       |
| ---------------------------------------------------- | --------------- | --------- | ----------------------------------------------------------------- |
|                                                      | ?               |           |                                                                   |
| Seo Kyeong-seok und Präsident Taur Matan Ruak (2016) | Seo Kyeong-seok | 2010–2013 |                                                                   |
|                                                      | Kim Ki-nam      | 2014–2017 | Ernennung: April 2014                                             |
|                                                      | Lee Chin-bum    | 2018–2020 | Akkreditierung: 19. Januar 2018 Verabschiedung: 17. November 2020 |
|                                                      | Kim Jeong-ho    | 2021–2023 | Akkreditierung: 15. Januar 2021 Verabschiedung: 7. Januar 2023    |
|                                                      | Shin Man-Taek   | seit 2023 | Akkreditierung: 1. Februar 2023                                   |